# Marriner S. Eccles
Marriner Stoddard Eccles, född 9 september 1890 i Logan i Utah, död 18 december 1977 i Salt Lake City i Utah, var en amerikansk företagsledare, bankdirektör och statstjänsteman. Han var ordförande (centralbankschef) för USA:s centralbankssystem Federal Reserve System mellan den 15 november 1934 och den 31 januari 1948.

## Biografi
Han avlade 1909 en examen vid Brigham Young College och reste året därpå till Skottland på mission för Jesu Kristi Kyrka av Sista Dagars Heliga. Eccles far var David Eccles, som var en regional industrimagnat och Utahs rikaste person, och avled 1912 och det tvingade sonen att ta över familjeföretaget. Fyra år senare grundade han Eccles Investment Company, som var ett förvaltningsbolag åt släktens affärsintressen. På mitten av 1920-talet hade Eccles, brodern George Eccles och släkten Browning, som grundade bland annat Browning Arms Company, upprättat bankförvaltningsbolaget First Security Corporation, för att äga 15 banker, en sparbank och ett låneinstitut i delstaterna Idaho, Utah och Wyoming.
En tid senare blev han assistent till USA:s finansminister Henry Morgenthau. År 1931 fick Eccles nationell uppmärksamhet när han lyckades förhindra att bankförvaltningsbolaget gick under i och med den stora depressionen. Två år senare bjöd USA:s kongress in honom för att få ta del av hans analys om depressionen, Eccles presenterade då en lista på fem punkter för att få igång USA:s ekonomi. Det är den listan som låg till grund till reformprogrammet New Deal, som inrättades av USA:s 32:a president Franklin D. Roosevelt (D). Året därpå utsåg Roosevelt Eccles till ny ordförande för Federal Reserve System efter Eugene Robert Black. Eccles var instrumental i arbetet med  lagen Banking Act of 1935, vilket gjorde bland annat att makten hos de regionala centralbankerna inom Federal Reserve System begränsades och beslutsfattandet centraliserades, det vill säga det hamnade hos Federal Reserve Systems centrala styrelse. År 1944 var han USA:s delegat vid Bretton Woodskonferensen, där Bretton Woodssystemet förhandlades fram samt att Världsbanken och Internationella valutafonden uppträttades. Den 31 januari 1948 avgick Eccles som ordförande för Federal Reserve System men blev kvar som ledamot i styrelsen fram tills den 14 juli 1951.
Efter tiden hos Federal Reserve System, återvände han till Utah och fortsatte verka i näringslivet. Den 18 december 1977 avled Eccles i sitt hem i Salt Lake City i Utah vid 87 års ålder. År 1982 la senatorerna Jake Garn (R) och Fernand St. Germain (D) fram ett lagförslag med namnet Garn-St. Germain Depository Institutions Act, som bland annat fastslog att Federal Reserve Systems huvudkontor skulle heta hädanefter Marriner S. Eccles Federal Reserve Board Building, något som USA:s kongress drev igenom och som signerades av USA:s 40:e president Ronald Reagan (R) den 15 oktober.
En av hans brors barnbarn är gift med Randal K. Quarles, som satt som vice ordförande för tillsyn i Federal Reserve Systems styrelse 2017–2021.